# John Cain Arena
John Cain Arena — многоцелевая спортивная и развлекательная арена, расположенная на территории Мельбурн-Парк в Мельбурне, штат Виктория, Австралия. Это второе по величине место проведения и выставочная площадка Открытого чемпионата Австралии по теннису, первого теннисного турнира Большого шлема, проводимого каждый год. На арене также проводятся другие различные спортивные и развлекательные мероприятия в течение года.
Арену иногда называли «Народным двором» (англ. The People's Court) во время матчей Открытого чемпионата Австралии по теннису из-за её доступности для посетителей Турнира по наземному пропуску (то есть самой дешевой доступной формы продажи билетов) и непосредственной близости зрителей к игрокам. Арена заработала репутацию невероятно страстного места с потрясающей атмосферой, особенно когда на площадке играют австралийцы.

## Права наименования

Логотип арены с 2008 по 2018 год

Во время строительства проект назывался Многоцелевым комплексом в Мельбурн-парке (англ. Melbourne Park Multi-Purpose Venue). Когда он открылся в 2000 году, спонсору сразу же были переданы права на название, и он стал известен как Vodafone Arena. Эта договоренность продлилась восемь лет. 12 мая 2008 года было объявлено, что его название изменится на Hisense Arena в рамках многомиллионной сделки, которая первоначально должна была продлиться шесть лет. Между тем, временно во время Игр Содружества 2006 года Hisense Arena снова называлась «Многоцелевой комплекс» на время проведения спортивного мероприятия. В 2014 году контракт об именовании с многонациональной Hisense был продлён ещё на три года. Несмотря на то, что контракт истек в конце 2017 года, Hisense Arena оставалась названием места проведения ещё несколько месяцев, фактически бесплатно.
В августе 2018 года компания Tennis Australia объявила, что купила права на название и решила назвать её Melbourne Arena, заявив, что предпочитает некоммерческое название «знаковое для города». Некорпоративное название должно было действовать в течение пяти лет, хотя правительство Виктории и Tennis Australia не исключали продления названия арены после этого периода.
3 февраля 2020 года премьер-министр штата Виктория Дэниел Эндрюс объявил, что арена будет переименована в честь Джона Кейна-младшего, покойного премьер-министра штата Виктория, который считается важной фигурой в поддержании Открытого чемпионата Австралии по теннису в Мельбурн в середине 1980-х годов. Новое название вступило в силу в декабре 2020 года.

## История
Строительство началось в конце 1990-х и было завершено в 2000 году. На арене есть велотрековая дорожка, на которой при необходимости монтируются сидячие места для зрителей. Теннисный корт имеет покрытие GreenSet (в период с 2008 по 2019 год покрытие было плексидушным), а крыша имеет возможность раздвиваться, что делает его одним из немногих мест, где можно играть в теннис во время дождя.
Арена может вместить до 11000 зрителей для таких мероприятий, как музыкальные концерты, когда непосредственно на самой арене могут размещаться сидячие или стоячие места. Для баскетбола, нетбола и тенниса вместимость составляет 10500 человек. Когда велодром используется, северный и южный ряды сидений, которые закрывают повороты велодрома, поднимаются, чтобы открыть трассу, а напольные сиденья убираются, в результате чего вместимость уменьшается до 4500 человек.
Использовалась для нетбола в играх «Melbourne Phoenix» и «Melbourne Kestrels» в за Commonwealth Bank Trophy. Эти две комнады сыграли там свою последнюю домашнюю игру перед тем, как объединиться и стать «Melbourne Vixens», которые использовали арену для домашних игр в чемпионате ANZ до 2016 года. С 2017 года «Melbourne Vixens» и новая команда «Collingwood Magpies» используют арену в Национальной лиге нетбола.
Наибольшая посещаемость нетбола на арене была 20 ноября 2004 года, когда 10300 человек увидели, как сборная Австралии победила Новую Зеландию со счетом 53:51.
После реконструкции Margaret Court Arena в рамках модернизации Мельбурн-парка на сумму 363 миллиона австралийских долларов к Открытому чемпионату Австралии по теннису 2015 года, которая включала выдвижную крышу и увеличение вместимости с 6000 до 7500, баскетбольные команды «Melbourne United» (ранее «Melbourne Tigers») и «Melbourne Vixens» объявили о своём намерении перейти с данный арены на меньшую по вместимости Margaret Court Arena (MCA) с 2015 года. Однако «Melbourne United» отказались от перехода в MCA после сезона Национальной баскетбольной лиги 2015–16 и продолжают играть свои домашние игры на John Cain Arena, в то время как «Melbourne Vixens» продолжат делить свои игры между John Cain Arena и Margaret Court Arena, при этом John Cain Arena использоваться для игр, которые могут собрать большое количество зрителей.

## События

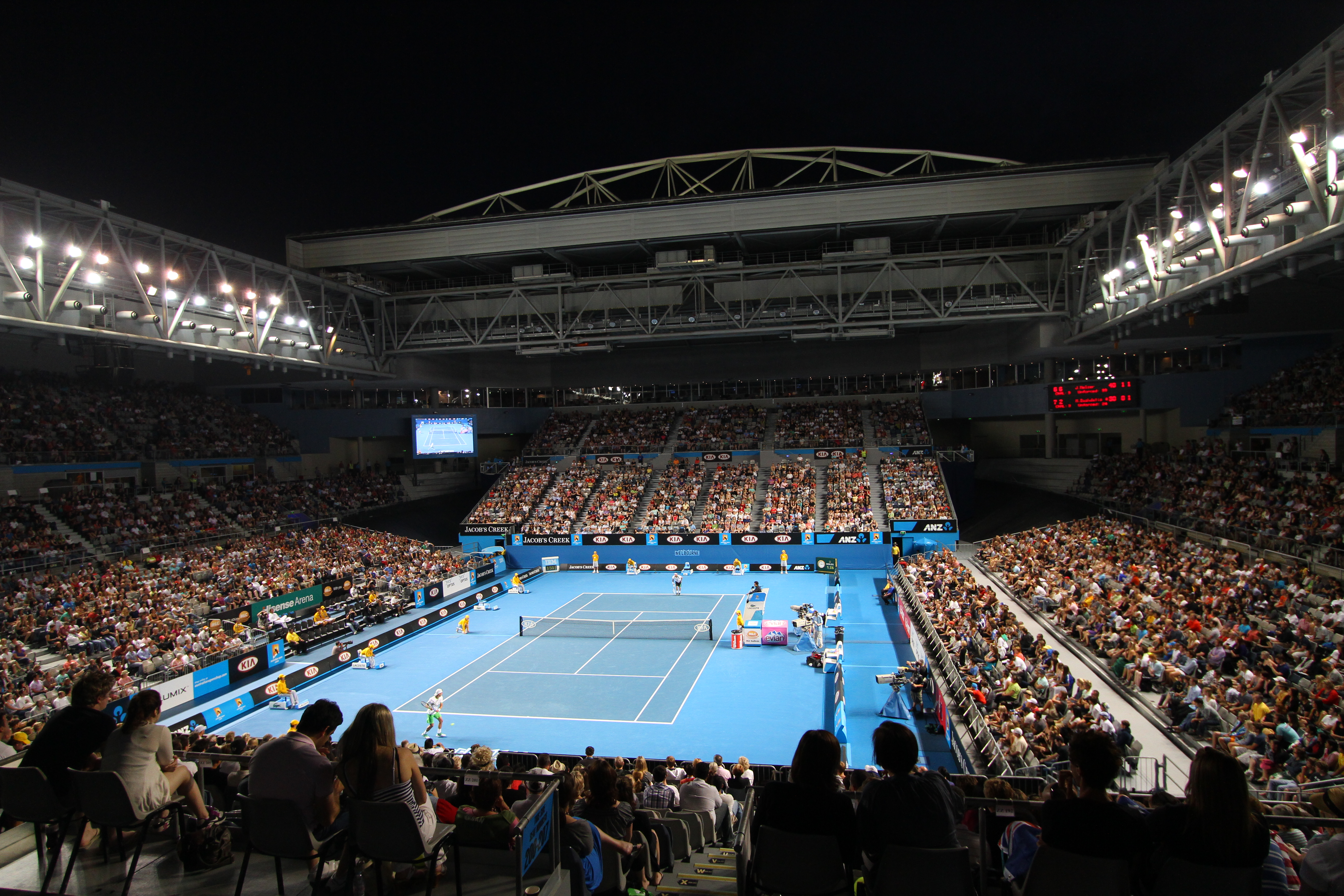
Ночной матч на арене в 2011 году

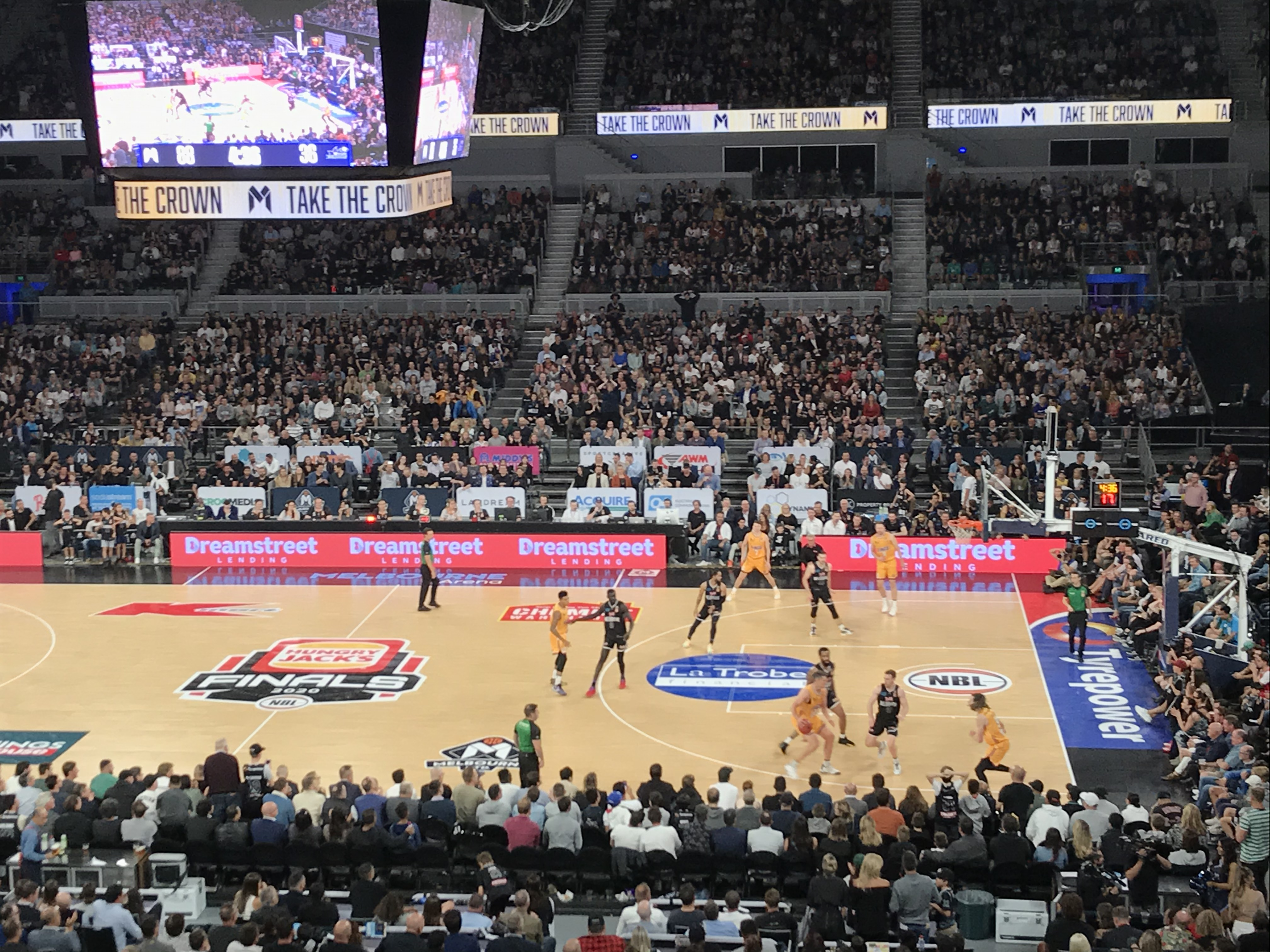
Второй матч между Melbourne United и Sydney Kings в полуфинале НБЛ 2020 года

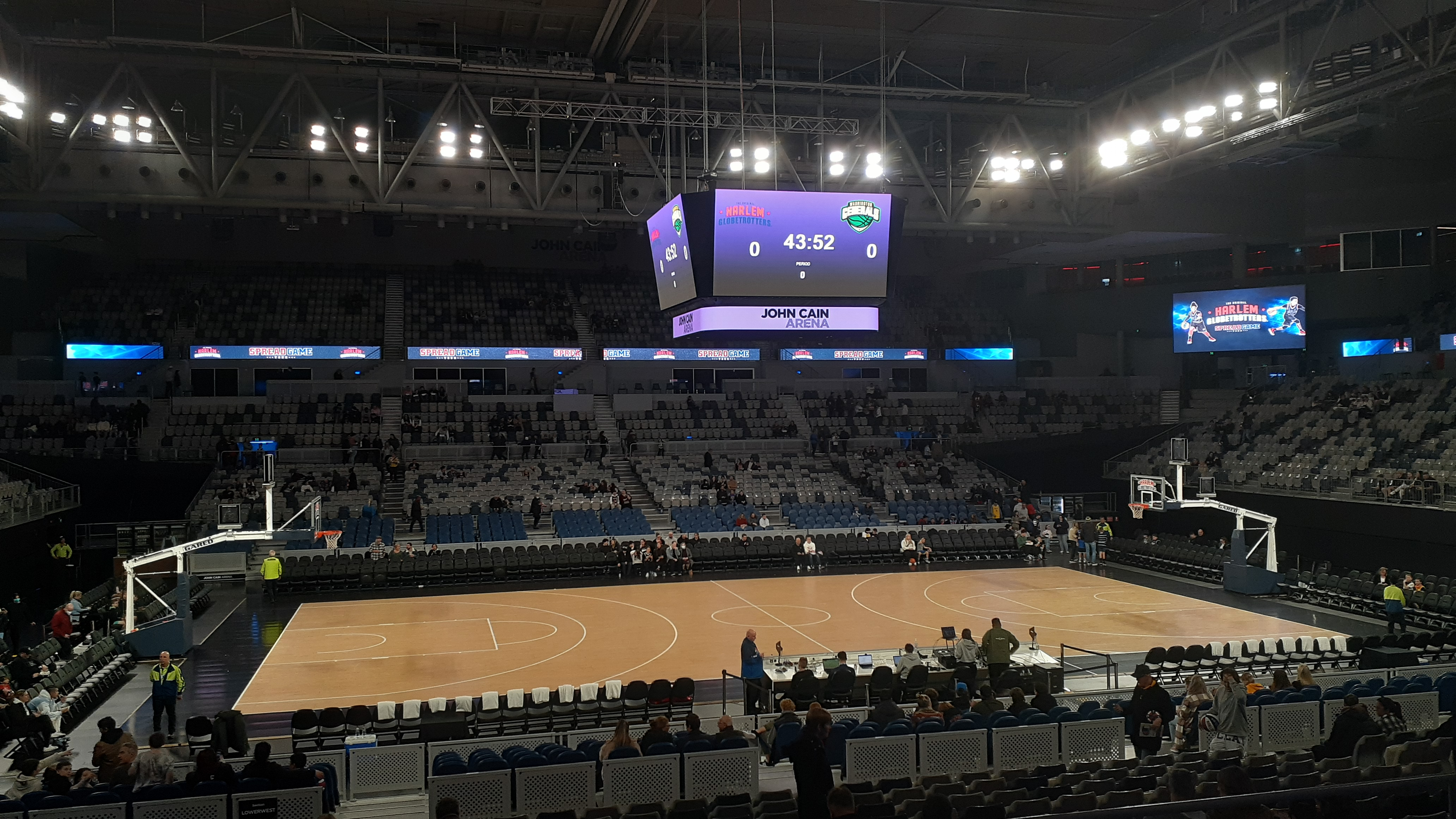
John Cain Arena перед выставочной игрой Гарлем Глобтроттерс - 9 июля 2022

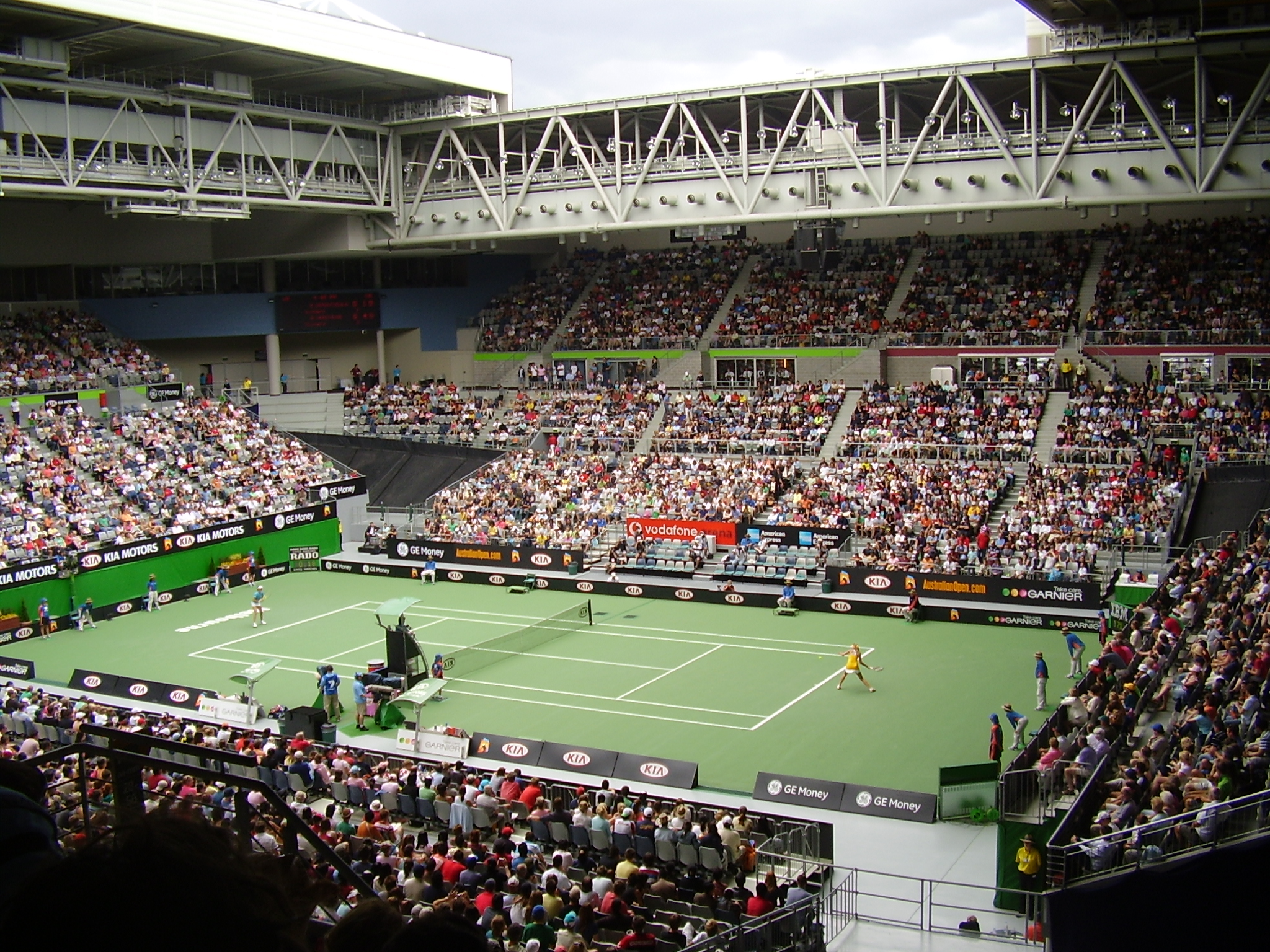
Полотно велотрека закрыто чёрным материалом (видно в углах между трибунами

### Открытый чемпионат Австралии
Ежегодно на нём проходит множество матчей в рамках Открытого чемпионата Австралии по теннису. Обычно он использовался только для дневных матчей в первые 10 дней турнира. В 2012 году здесь начали проводиться ночные матчи в течение первой недели турнира, одновременно с матчами на соседней арене Рода Лейвера. Первый матч Открытого чемпионата Австралии по теннису, сыгранный в этой арене, состоялся 15 января 2001 года и длился менее десяти минут, когда Моника Селеш вышла во второй раунд после того, как Бри Риппнер получила травму во втором гейме матча. Первым матчем, завершившимся на корте, стала победа Тима Хенмана в первом раунде над Хишамом Арази.

### Баскетбол
John Cain Arena является главной домашней площадкой команд Национальной баскетбольной лиги (НБЛ) «Melbourne United» и «South East Melbourne Phoenix». Раньше также «Victoria Titans» и «South Dragons» использовали арену в качестве домашней, пока высокие цены на аренду не вынудили команды искать другие места. До этого переезда в этом месте практически не проводились спортивные мероприятия, за исключением двухнедельного турнира Открытого чемпионата Австралии по теннису, который проводится каждый январь. Dragons, основанные в 2006 году, пока они не вышли из соревнований после победы в чемпионате в 2009 году, отыграли на арене три сезона. В сезоне НБЛ 2012–13 гг. «Tigers» (теперь переименованные в «Melbourne United») вернулись на арену и сыграли на ней 7 из своих 13 домашних игр. Позже они перенесли все домашние матчи на эту арену. «Phoenix», дебютировавшие в сезоне НБЛ 2019–20, делят свои домашние матчи на этой арене с ареной Джона Кейна и Государственным баскетбольным центром в Вантирна-Саут.
Самая большая баскетбольная посещаемость была 4 декабря 2016 года в сезоне НБЛ 2016–17, когда 10 300 болельщиков увидели, как «Melbourne United» победил «New Zealand Breakers» со счётом 98–74. Это побило предыдущий рекорд посещаемости баскетбола составлявший в 9 308 человек и установленный в 2008 году в местном дерби между «South Dragons» и «Melbourne Tigers».
В 2007 году здесь проходил Чемпионат Океании по баскетболу, на котором сборная Австралии завоевала золотые медали.
John Cain Arena также принимала у себя несколько выставочных игр Harlem Globetrotters во время их туров по Австралии.
4 февраля 2023 года на Арене состоится игра WNBL между командами «Southside Flyers» и «Sydney Flames».

### Нетбол
На арене регулярно играют в нетбол. Она является домашней площадкой для команд «Melbourne Vixens» и «Collingwood Magpies», участвующих в соревнованиях Suncorp Super Netball. Команда Australian Diamonds также иногда играет домашние международные матчи. Здесь также проходили мировые серии Fast5 Netball World Series 2016, 2017 и 2018 годов.

### Игры Содружества
Во время Игр Содружества 2006 года стадион использовался для баскетбола и других видов спорта. Его название было изменено на Multi-Purpose Venue со всеми вывесками, связанными с Vodafone, закрытыми чёрными кожухами, потому что основным спонсором игр Telstra, конкурент Vodafone.

### Велоспорт
Принимал чемпионат мира по трековому велоспорту в 2004 и 2012 году. Также проходили соревнования Кубка мира по трековому велоспорту UCI и чемпионаты Австралии по трековому велоспорту в дисциплине мэдисон.

### Хоккей с шайбой
14 и 15 июня 2013 года проходила серия показательных хоккейных матчей между командами, представляющими США и Канаду.

### Развлекательные
Ежегодно на арене проводится несколько музыкальных и развлекательных мероприятий совместно с другими площадками в районе. 26 февраля 2007 года ирландский бойз-бэнд Westlife провёл концерт в рамках The Love Tour в поддержку своего альбома The Love Album. 18 сентября 2018 года тайваньская вокальная поп-группа Mayday провела концерт в рамках Life Tour в поддержку своего альбома History of Tomorrow. С 2011 по 2013 год здесь проходили этапы прослушивания судей Мельбурна в программе поиска певцов Seven Network для австралийской версии X Factor. С 2008 года здесь также проводится шоу Victorian State Schools Spectacular.